# Lupin (seriál)
Lupin je francouzský dramatický a mysteriózní televizní seriál z roku 2021 od tvůrců George Kaye a Françoise Uzana. Hlavní roli Assana Diopa, který se inspiroval činy známého literárního hrdiny a zloděje Arsèna Lupina, ztvárnil Omar Sy. První pětidílná část byla na Netflixu vydána dne 8. ledna 2021, druhá pětidílná část měla premiéru 11. června téhož roku. Třetí sedmidílná část byla vydána na podzim roku 2023. Na jaře 2025 byla potvrzena produkce čtvrté části, která bude mít 8 dílů.

## Příběh
Hlavním hrdinou je profesionální zloděj Assane Diop, jediný syn senegalského přistěhovalce, který přišel do Francie hledat lepší život pro své dítě. Assanova otce falešně obviní jeho zaměstnavatel, bohatý a mocný Hubert Pellegrini, z krádeže drahého diamantového náhrdelníku. Assanův otec se kvůli obrovskému ponížení oběsí ve vězeňské cele a z mladistvého Assana udělá sirotka. 
O dvacet pět let později se Assane vydává pomstít Pellegriniho rodině. Inspiraci pro svůj čin nalezne v knize, kterou mu věnoval otec k narozeninám, pojednávající o zloději gentlemanovi Arsènu Lupinovi.

## Obsazení
| Omar Sy                 | Assane Diop            |
| Ludivine Sagnier        | Claire                 |
| Etan Simon              | Raoul                  |
| Clotilde Hesme          | Juliette Pellegrini    |
| Nicole Garcia           | Anne Pellegrini        |
| Hervé Pierre            | Hubert Pellegrini      |
| Antoine Gouy            | Benjamin Férel         |
| Soufiane Guerrab        | Youssef Guedira        |
| Vincent Londez          | kapitán Romain Laugier |
| Shirine Boutella        | poručík Sofia Belkacem |
| Vincent Garanger        | komisař Gabriel Dumont |
| Adama Niane             | Léonard                |
| Fargass Assandé         | Babakar Diop           |
| Moussa Sylla            | poručík Baretto        |
| Kamel Guenfoud          | Kévin                  |
| Grégoire Colin          | Vincent                |
| Anne Benoît             | Fabienne Beriot        |
| Xavier Lemaître         | Thibaud de Quesnoy     |
| Azzeddine Ahmed-Chaouch | Thomas Gendre          |
| Abel Jafri              | muž z ochranky         |

## Seznam dílů

### První část (2021)
| Č. v seriálu | Č. v řadě | Původní název | Český název | Režie            | Scénář                    | Premiéra na Netflixu |
| ------------ | --------- | ------------- | ----------- | ---------------- | ------------------------- | -------------------- |
| 1            | 1         | Chapitre 1    | Kapitola 1  | Louis Leterrier  | George Kay, François Uzan | 8. ledna 2021        |
| 2            | 2         | Chapitre 2    | Kapitola 2  | Angelica Astilla | George Kay, François Uzan | 8. ledna 2021        |
| 3            | 3         | Chapitre 3    | Kapitola 3  | Louis Leterrier  | George Kay, François Uzan | 8. ledna 2021        |
| 4            | 4         | Chapitre 4    | Kapitola 4  | Marcela Said     | George Kay, François Uzan | 8. ledna 2021        |
| 5            | 5         | Chapitre 5    | Kapitola 5  | Marcela Said     | George Kay, François Uzan | 8. ledna 2021        |

### Druhá část (2021)
| Č. v seriálu | Č. v řadě | Původní název | Český název | Režie           | Scénář                    | Premiéra na Netflixu |
| ------------ | --------- | ------------- | ----------- | --------------- | ------------------------- | -------------------- |
| 6            | 1         | Chapitre 6    | Kapitola 6  | Ludovic Bernard | George Kay, François Uzan | 11. června 2021      |
| 7            | 2         | Chapitre 7    | Kapitola 7  | Ludovic Bernard | George Kay, François Uzan | 11. června 2021      |
| 8            | 3         | Chapitre 8    | Kapitola 8  | Hugo Gélin      | George Kay, François Uzan | 11. června 2021      |
| 9            | 4         | Chapitre 9    | Kapitola 9  | Hugo Gélin      | George Kay, François Uzan | 11. června 2021      |
| 10           | 5         | Chapitre 10   | Kapitola 10 | Hugo Gélin      | George Kay, François Uzan | 11. června 2021      |

### Třetí část (2023)
| Č. v seriálu | Č. v řadě | Původní název | Český název | Režie                        | Scénář                                | Premiéra na Netflixu |
| ------------ | --------- | ------------- | ----------- | ---------------------------- | ------------------------------------- | -------------------- |
| 11           | 1         | Chapitre 1    | Kapitola 1  | Ludovic Bernard              | George Kay                            | 5. října 2023        |
| 12           | 2         | Chapitre 2    | Kapitola 2  | Ludovic Bernard, Daniel Grou | George Kay, François Uzan, Tony Saint | 5. října 2023        |
| 13           | 3         | Chapitre 3    | Kapitola 3  | Daniel Grou                  | George Kay a François Uzan            | 5. října 2023        |
| 14           | 4         | Chapitre 4    | Kapitola 4  | Daniel Grou                  | George Kay a François Uzan            | 5. října 2023        |
| 15           | 5         | Chapitre 5    | Kapitola 5  | Xavier Gens                  | George Kay, Adam Usden, François Uzan | 5. října 2023        |
| 16           | 6         | Chapitre 6    | Kapitola 6  | Xavier Gens                  | Kam Odedra, George Kay, François Uzan | 5. října 2023        |
| 17           | 7         | Chapitre 7    | Kapitola 7  | Xavier Gens                  | George Kay, Adam Usden, François Uzan | 5. října 2023        |